# Jazz
Jazz là một thể loại âm nhạc bắt nguồn từ cộng đồng người châu Phi ở Hoa Kỳ vào cuối thế kỷ 19 và đầu thế kỷ 20. Jazz nổi lên ở nhiều nơi trên nước Mỹ với phong cách âm nhạc độc lập phổ biến vào thời đó; liên kết bằng kết nối chung giữa âm nhạc Mỹ gốc châu Âu và âm nhạc Mỹ gốc Phi với một xu hướng thiên về biểu diễn. Jazz có lịch sử kéo dài hơn 100 năm, từ thời kỳ ragtime tới ngày nay, và rất khó để có thể định nghĩa hoàn hảo. Jazz thường ứng tác, sử dụng polyrhythm (phức điệu), nhấn lệch (syncopation) và nốt swing, cũng như những khía cạnh của hòa âm châu Âu, âm nhạc đại chúng nước Mỹ, và các yếu tố âm nhạc châu Phi như nốt blue và ragtime.
Jazz lan ra khắp thế giới, nó hiện diện tại mọi nền văn hóa âm nhạc quốc gia, vùng, và khu vực, nảy sinh ra nhiều phong cách riêng biệt. New Orleans jazz khởi đầu vào đầu thập niên 1910, kết hợp đội hình brass band quân đội, điệu quadrille, biguine, ragtime và blues với ứng tác phức điệu tập thể. Thập niên 1930, swing big band, Kansas City jazz, và Gypsy jazz là những phong cách nổi trội. Bebop xuất hiện vào thập niên 1940, đưa jazz từ thứ âm nhạc đại chúng nhảy nhót thành "âm nhạc của nhạc công", với nhịp độ nhanh và ứng tác dựa trên hợp âm. Cool jazz phát triển vào cuối thập niên 1940, giới thiệu loại âm nhạc bình tĩnh và mượt mà hơn với những dòng giai điệu dài.
Thập niên 1950 chứng kiến sự nổi lên của free jazz, khi nhạc công chơi nhạc mà không cần beat hay cấu trúc nào, và hard bop, mang theo ảnh hưởng từ rhythm and blues, nhạc Phúc âm, và blues, đặc biệt ở cách chơi piano và saxophone. Modal jazz ra đời cũng vào những năm 1950, sử dụng mode làm cơ sở của cấu trúc âm nhạc và ứng tác. Jazz-rock và jazz fusion xuất hiện vào cuối thập niên 1960 - đầu 1970, kết hợp ứng tác jazz với phần nhịp (rhythm), nhạc cụ điện và âm thanh được khuếch đại của rock. Thập niên 1980, smooth jazz trở nên thành công, có được nhiều lượt phát trên radio cũng như sự chú ý từ đại chúng.

## Tên và định nghĩa
Câu hỏi về nguồn gốc của từ jazz đã được xác định qua một số nghiên cứu, và có nhiều thông tin về lịch sử của nó. Từ này khởi đầu [dưới một số cách viết khác nhau] như một từ lóng Bờ Tây vào năm 1912, nó được sử dụng với nhiều nghĩa nhưng đều không liên quan đến âm nhạc. Việc dùng từ này với ý nghĩa âm nhạc được xác định sớm nhất là vào năm 1915 trong báo Chicago Daily Tribune. Số báo ngày 14 tháng 11 năm 1916 của tờ Times-Picayune có một bài viết về "những ban nhạc jas", đây là lần đầu tiên từ jazz được dùng trong ngữ cảnh âm nhạc tại New Orleans.
Khó để định nghĩa được jazz, vì nó có lịch sử dài hơn 100 năm qua nhiều thời kỳ và bối cảnh khác nhau, từ ragtime tới jazz fusion ảnh hưởng bởi rock thập niên 2010. Nhà phê bình Joachim-Ernst Berendt cho rằng thuật ngữ jazz nên có một định nghĩa rộng hơn, xác định nó là "một dạng âm nhạc nghệ thuật xuất hiện tại Hoa Kỳ qua sự kết hợp giữa âm nhạc người da đen và âm nhạc châu Âu". Theo ý kiến của Robert Christgau, "đa số chúng tôi sẽ nói rằng tạo ra nghĩa mới đồng thời nới lỏng nó ra là tinh túy và lời hứa của jazz."
Một định nghĩa bao gồm tất cả những thời kỳ khác nhau của jazz được đề xuất bởi Travis Jackson: "nó là loại âm nhạc gồm những tính chất như swing, ứng tác, tác động cộng hưởng trong nhóm, phát triển một 'tiếng nói cá nhân', và mở rộng cho những khả năng âm nhạc khác". Krin Gibbard cho rằng "jazz là một cấu trúc" mà, tuy nhân tạo, vẫn hữu dụng để gọi "một số loại nhạc có đủ nét chung để hiểu rằng là một phần của một truyền thống [âm nhạc] nhất quán".

## Lịch sử

### Thập niên 1890–1910

#### Ragtime

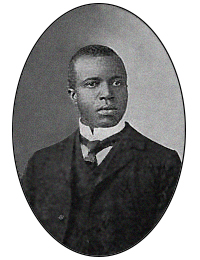
Scott Joplin năm 1903

Sự giải phóng nô lệ năm 1865 đã đem đến những cơ hội mới cho người Mỹ gốc Phi tự do. Dù vẫn còn nhiều hạn chế, nhiều người trong số họ đã tìm được chỗ đứng trong ngành giải trí. Những nhạc công da đen đã có thể chơi nhạc trong những buổi khiêu vũ, những đoàn hát rong, và vaudeville, nhiều ban nhạc cũng được thành lập. Các nhạc công piano da đen biểu diễn trong bar, club, và cả nhà thổ.
Ragtime được phổ biến bởi những nhạc sĩ như Ernest Hogan (một số ca khúc của ông trở thành hit năm 1895). Năm 1897, Vess Ossman thu âm một medley banjo solo có tên "Rag Time Medley". Cũng trong năm này, nhà soạn nhạc người da trắng William H. Krell ra mắt "Mississippi Rag", bản nhạc piano ragtime không lời đầu tiên được sáng tác, và Tom Turpin phát hành "Harlem Rag", bản ragtime đầu tiên được ra mắt bởi một người Mỹ gốc Phi.
Nhạc công piano Scott Joplin thu âm "Original Rags" năm 1898, và 1899 có bản hit toàn cầu "Maple Leaf Rag", một bản hành khúc ragtime gồm bốn phần với những đoạn "theme" tuần hoàn. Cấu trúc của bản nhạc này đã trở thành cơ sở cho những khúc nhạc rag khác.

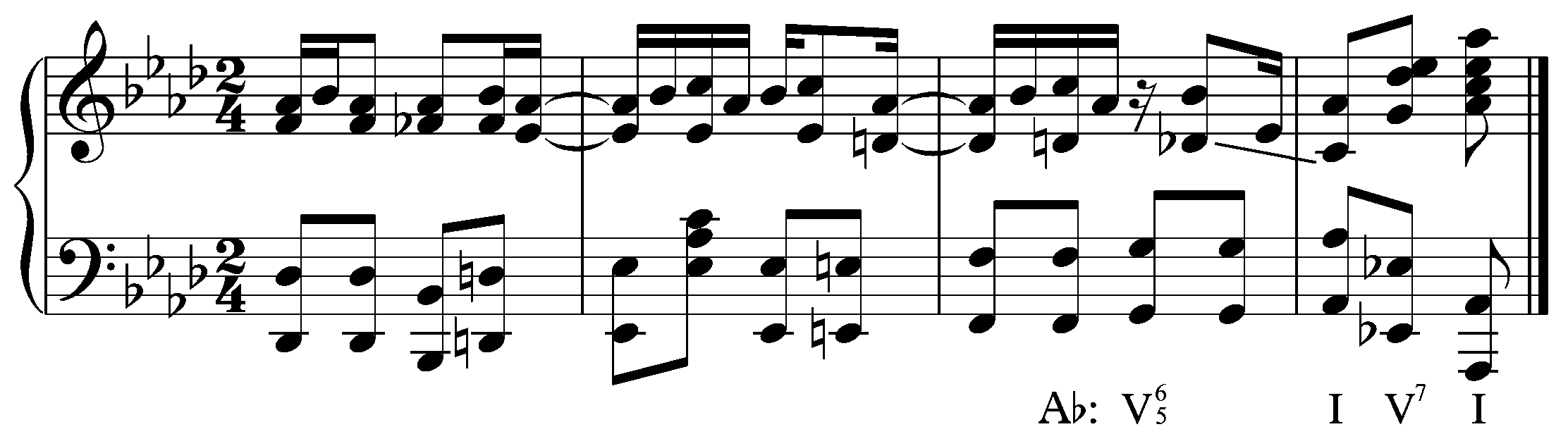
Một phân đoạn trong "Maple Leaf Rag" của Scott Joplin (1899).

### Thập niên 1940 và 1950

#### Bebop

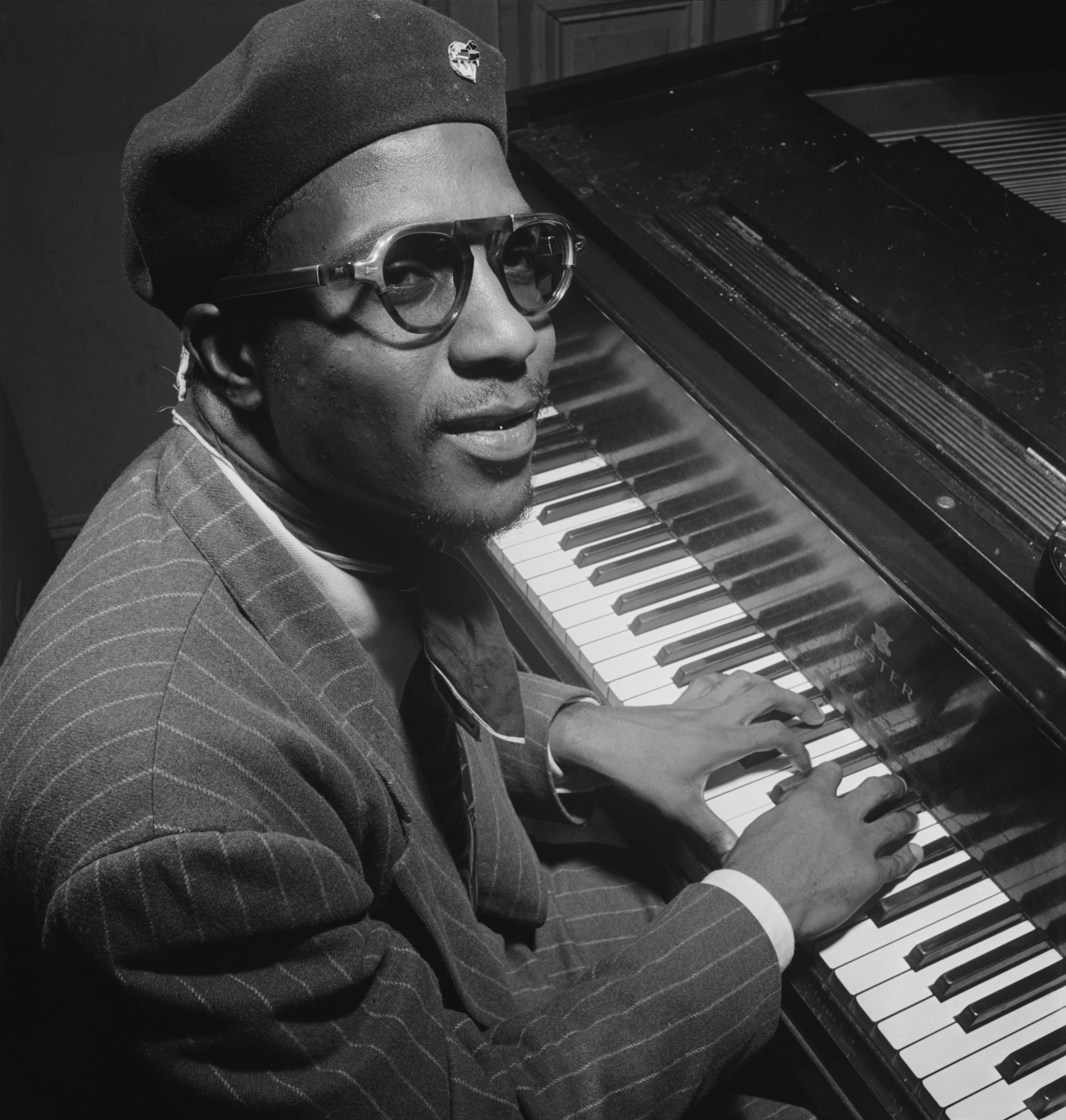
Thelonious Monk tại Minton's Playhouse, 1947, thành phố New York.

Vào đầu thập niên 1940, những nghệ sĩ phong cách bebop bắt đầu đưa jazz từ một thể loại âm nhạc đại chúng "nhảy nhót" thành một loại "âm nhạc của nhạc công." Các nhạc công bebop có nhiều ảnh hưởng nhất là Charlie Parker (saxophone), Bud Powell và Thelonious Monk (piano), Dizzy Gillespie và Clifford Brown (trumpet), và Max Roach (trống). Vì bản chất không phải nhạc nhảy, bebop ít phổ biến và ít thành công thương mại hơn.

#### Cool jazz
Cuối thập niên 1940, bebop được thay thế bởi những âm thanh thiên về sự bình tĩnh và mượt mà của cool jazz, thường có những dòng giai điệu dài. Thể loại này nổi lên tại thành phố New York, và thống trị jazz trong nữa đầu thập niên 1950. Điểm bắt đầu của cool jazz là một album tổng hợp các đĩa đơn 1949 và 1950 của một nhóm nhạc sĩ do Miles Davis chỉ huy, album này tên Birth of the Cool. Các bản thu cool jazz của các tên tuổi như Chet Baker, Dave Brubeck, Bill Evans, Gil Evans, Stan Getz và the Modern Jazz Quartet có âm thanh "nhẹ hơn" đối nghịch với tốc độ và sự khó nghe của bebop.
Cool jazz sau đó bị đồng hóa với giới West Coast jazz, nhưng đã nó dấu ấn nhất nhất định tại châu Âu, đặc biệt là Scandinavia, nơi tạo nên nghệ sĩ tenor saxophone Lars Gullin và piano Bengt Hallberg. Thể loại này cũng ảnh hưởng lên sự phát triển của bossa nova, modal jazz, và thậm chí free jazz.

#### Hard bop
Hard bop về bản chất là sự mở rộng của bebop (hay "bop") bằng cách thêm vào các ảnh hưởng của rhythm and blues, nhạc Phúc âm và blues, đặc biệt trong cách chơi saxophone và piano. Hard bop định hình năm 1953 và 1954, phát triển từ giữa thập niên 1950; sự phát triển của nó một phần là để đáp lại phong cách cool jazz phổ biến đầu thập niên 1950. Bộ ngũ Art Blakey and the Jazz Messengers, thành lập bởi Art Blakey (với sự tham gia của Horace Silver và Clifford Brown), và Miles Davis, đã tiên phong cho phong trào hard bop.

### Thập niên 1960 và 1970

#### Post-bop
Post-bop jazz là một dạng nhạc jazz xuất phát từ những phong cách "bop" trước đó. Nguồn gốc của tiểu thể loại này nằm ở những tác phẩm của John Coltrane, Miles Davis, Bill Evans, Charles Mingus, Wayne Shorter và Herbie Hancock. Thông thường, thuật ngữ post-bop được dùng để chỉ jazz từ giữa thập niên 1960 trở về sau mang theo ảnh hưởng của, nhưng không thể đồng nhất với hard bop, modal jazz, avant-garde jazz và free jazz.
Nhiều đĩa nhạc post-bop được thu âm cho Blue Note Records, nổi bật gồm Speak No Evil của Shorter; The Real McCoy của McCoy Tyner; Maiden Voyage của Hancock; Miles Smiles của Davis; và Search for the New Land của Lee Morgan. 

### Thập niên 1980

#### Smooth jazz

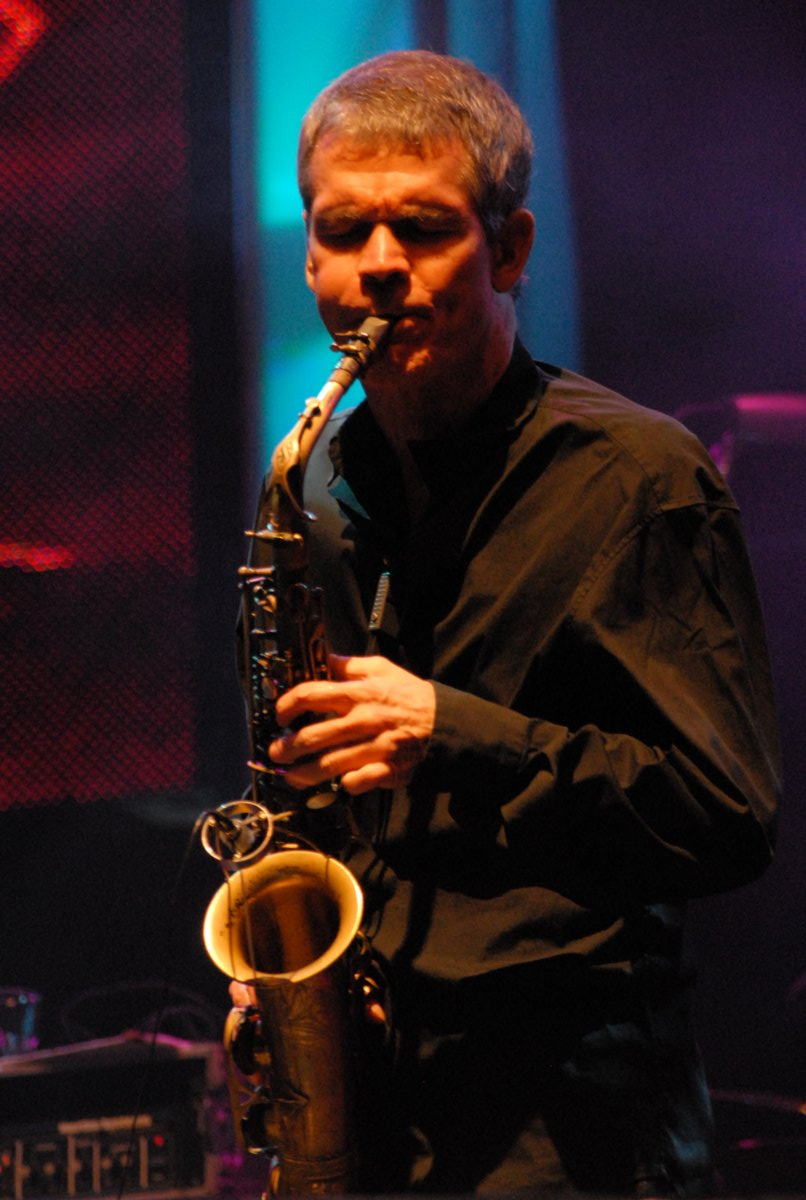
David Sanborn, 2008

Đầu thập niên 1980, một dạng thương mại của jazz fusion được gọi là "pop fusion" và "smooth jazz" trở nên thành công. Điều này thiết lập và hỗ trợ cho sự nghiệp của các ca sĩ gồm Al Jarreau, Anita Baker, Chaka Khan và Sade, cũng như các nhạc công saxophone như Grover Washington, Jr., Kenny G, Kirk Whalum, Boney James và David Sanborn. Nói chung, smooth jazz có nhịp độ chậm (hầu hết các track có nhịp độ 90–105 BPM), và có một nhạc cụ chính chơi giai điệu (saxophone, thường là soprano và tenor, guitar điện legato cũng phổ biến).

#### Acid jazz, nu jazz và jazz rap
Acid jazz phát triển ở Anh vào thập niên 1980 và 1990, ảnh hưởng bởi jazz-funk và nhạc điện tử. Nghệ sĩ jazz-funk gồm Roy Ayers và Donald Byrd thường được xem là những người báo hiệu về acid jazz.
Nu jazz được ảnh hưởng bởi hòa âm và giai điệu jazz, nhưng thường không có khía cạnh ứng tác. Nó có thể thử nghiệm (experimental) và có nhiều âm thanh và chủ đề khác nhau. Có thể kết hợp nhạc cụ biểu diễn với các beat của jazz house (như St Germain, Jazzanova và Fila Brazillia) hoặc jazz ứng tác đội hình ban nhạc với các yếu tố nhạc điện tử (như The Cinematic Orchestra, Kobol và phong cách "future jazz" Na Uy dẫn đầu bởi Bugge Wesseltoft, Jaga Jazzist và Nils Petter Molvær).
Jazz rap phát triển vào cuối thập niên 1980 và đầu thập niên 1990, và cho ảnh hưởng nhạc jazz vào hip hop. Năm 1988, Gang Starr phát hành đĩa đơn đầu tay "Words I Manifest", lấy đoạn nhạc mẫu (sample) từ "Night in Tunisia" của Dizzy Gillespie, Stetsasonic phát hành "Talkin' All That Jazz", lấy sample từ Lonnie Liston Smith. Album đầu tiên của Gang Starr, No More Mr. Nice Guy (1989) và "Jazz Thing" cũng lấy sample từ Charlie Parker và Ramsey Lewis. Những nhạc phẩm hip hop mang chất jazz khác là Straight Out the Jungle (1988) của Jungle Brothers, People's Instinctive Travels and the Paths of Rhythm (1990) và The Low End Theory (1991) của A Tribe Called Quest. Bộ đôi Pete Rock & CL Smooth đưa âm hưởng jazz vào album đầu tay Mecca and the Soul Brother (1992). Series Jazzmatazz của rapper Guru bắt đầu năm 1993, sử dụng nhạc sĩ jazz trong các bản thâu phong thu.

#### Punk jazz và jazzcore

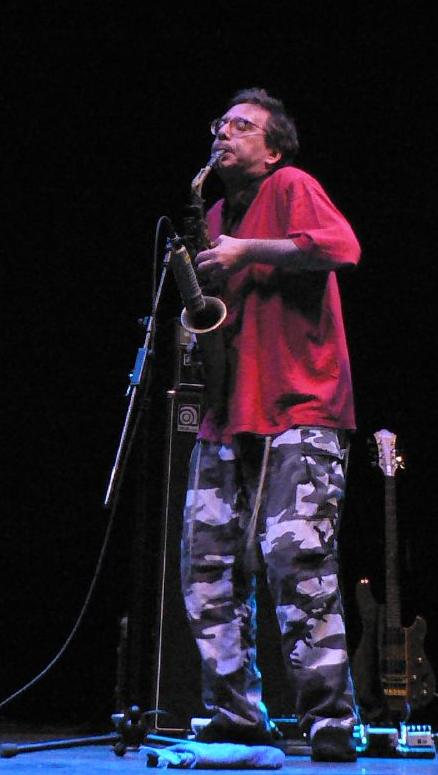
John Zorn biểu diễn năm 2006

Với sự nới lỏng về tính chính thống được tập trung vào post-punk đương thời ở London và thành phố New York đưa đến cảm hứng mới cho nhạc jazz. Tại London, the Pop Group bắt đầu kết hợp free jazz và dub reggae vào chất nhạc punk rock. Tại New York, No Wave lấy thẳng nguồn cảm hứng từ free jazz và punk. Ví dụ cho phong cách này là Queen of Siam của Lydia Lunch, James Chance and the Contortions (kết hợp Soul với free jazz và punk) và the Lounge Lizards (nhóm nhạc đầu tiên tự gọi mình là "punk jazz)."
John Zorn nhấn mạnh vào tốc độ và sự nghịch tai thường thấy trong punk rock, và hợp nhất phong cách này vào free jazz với việc phát hành Spy vs. Spy năm 1986, một tập hợp những bản cover của Ornette Coleman bằng phong cách thrashcore. Trong cùng năm, Sonny Sharrock, Peter Brötzmann, Bill Laswell và Ronald Shannon Jackson thu âm album dưới tên Last Exit, một sự pha trộn giữa thrash metal và free jazz. Những sự phát triển này là nguồn gốc của jazzcore, một sự trộn lẫn free jazz và hardcore punk.

### Thập niên 1990–2010
Từ thập niên 1990, các phong cách nhạc jazz có độ phổ biến gần bằng nhau và gần như không có thể loại nào chiếm ưu thế. Mỗi nhạc công khác nhau chơi có thể chơi nhiều biến thể jazz. Tay piano Brad Mehldau và bộ tam The Bad Plus lấy nhạc rock đương đại, đưa nó vào cái gốc piano jazz mộc truyền thống; họ còn làm lại (cover) các bài hát của các nghệ sĩ rock. The Bad Plus cũng phối hợp vài ảnh hưởng free jazz vào âm nhạc. Avant-garde jazz và free jazz vẫn được duy trì bởi một số nhạc công như Greg Osby và Charles Gayle
Mặt khác, thậm chí một ca sĩ như Harry Connick, Jr. (người có mười album đạt vị trí số 1 trên bảng xếp hạng jazz Mỹ) đôi khi cũng được gọi là nhạc sĩ jazz, mặc dù chỉ có vài yếu tố jazz trong chất nhạc thiên hướng pop của anh. Vài ca sĩ đạt thành công thương mại nhờ pha trộn jazz và pop/rock là Diana Krall, Norah Jones, Cassandra Wilson, Kurt Elling và Jamie Cullum.

## Sách tham khảo
- Adorno, Theodor. Prisms, Cambridge, MA: The MIT Press, 1967.
- Allen, William Francis, Charles Pickard Ware, and Lucy McLim Garrison, eds. 1867. Slave Songs of the United States. New York: A Simpson & Co. Electronic edition, Chapel Hill, N. C.: Academic Affairs Library, University of North Carolina at Chapel Hill, 2000.
- Joachim Ernst Berendt, Günther Huesmann (Bearb.): Das Jazzbuch. 7. Auflage. S. Fischer Verlag, Frankfurt am Main, 2005, ISBN 3-10-003802-9
- Burns, Ken, and Geoffrey C. Ward. 2000. Jazz—A History of America's Music. New York: Alfred A. Knopf. Also: The Jazz Film Project, Inc.
- Cooke, Mervyn (1999). Jazz. London: Thames and Hudson. ISBN 0-500-20318-0..
- Carr, Ian. Music Outside: Contemporary Jazz in Britain. 2nd edition. London: Northway. ISBN 978-0-9550908-6-8
- Collier, James Lincoln. The Making of Jazz: A Comprehensive History (Dell Publishing Co., 1978)
- Dance, Stanley (1983). The World of Earl Hines. Da Capo Press. ISBN 0-306-80182-5. Includes a 120-page interview with Hines plus many photos.
- Davis, Miles. Miles Davis (2005). Boplicity. Delta Music plc. UPC 4-006408-264637.
- Downbeat (2009). The Great Jazz Interviews: Frank Alkyer & Ed Enright (eds). Hal Leonard Books. ISBN 978-1-4234-6384-9
- Elsdon, Peter. 2003. "The Cambridge Companion to Jazz, Edited by Mervyn Cooke and David Horn, Cambridge: Cambridge University Press, 2002. Review." Frankfürter Zeitschrift für Musikwissenschaft 6:159–75.
- Gang Starr. 2006. Mass Appeal: The Best of Gang Starr. CD recording 72435-96708-2-9. New York: Virgin Records.
- Giddins, Gary. 1998. Visions of Jazz: The First Century. New York: Oxford University Press. ISBN 0-19-507675-3
- Godbolt, Jim. 2005. A History of Jazz in Britain 1919–50. London: Northway. ISBN 0-9537040-5-X
- Gridley, Mark C. 2004. Concise Guide to Jazz, fourth edition. Upper Saddle River, NJ: Pearson/Prentice Hall. ISBN 0-13-182657-3
- Hersch, Charles (2009). Subversive Sounds: Race and the Birth of Jazz in New Orleans. University of Chicago Press. ISBN 978-0-226-32868-3.
- Kenney, William Howland. 1993. Chicago Jazz: A Cultural History, 1904–1930. New York: Oxford University Press. ISBN 0-19-506453-4 (cloth); paperback reprint 1994 ISBN 0-19-509260-0
- Oliver, Paul (1970). Savannah Syncopators: African Retentions in the Blues. London: Studio Vista. ISBN 0-289-79827-2..
- Mandel, Howard. 2007. Miles, Ornette, Cecil: Jazz Beyond Jazz. Routledge. ISBN 0-415-96714-7.
- Nairn, Charlie. 1975. Earl 'Fatha' HInes: 1 hour 'solo' documentary made in "Blues Alley" Jazz Club, Washington DC, for ATV, England, 1975: produced/directed by Charlie Nairn: original 16mm film plus out-takes of additional tunes from that film archived in British Film Institute Library at bfi.org.uk and http://www.itvstudios.com: DVD copies with Jean Gray Hargrove Music Library [who hold The Earl Hines Collection/Archive], University of California, Berkeley: also University of Chicago, Hogan Jazz Archive Tulane University New Orleans and Louis Armstrong House Museum Libraries.
- Peñalosa, David. 2010. The Clave Matrix; Afro-Cuban Rhythm: Its Principles and African Origins. Redway, CA: Bembe Inc. ISBN 1-886502-80-3.
- Porter, Eric. 2002. What Is This Thing Called Jazz? African American Musicians as Artists, Critics and Activists. London, England: University of California Press.
- Ratliffe, Ben. 2002. Jazz: A Critic's Guide to the 100 Most Important Recordings. The New York Times Essential Library. New York: Times Books. ISBN 0-8050-7068-0
- Schuller, Gunther. 1968. Early Jazz: Its Roots and Musical Development. Oxford University Press. New printing 1986.
- Schuller, Gunther. 1991. The Swing Era: The Development of Jazz, 1930–1945. Oxford University Press.
- Searle, Chris. 2008. Forward Groove: Jazz and the Real World from Louis Armstrong to Gilad Atzmon. London: Northway. ISBN 978-0-9550908-7-5
- Szwed, John Francis. 2000. Jazz 101: A Complete Guide to Learning and Loving Jazz. New York: Hyperion. ISBN 0-7868-8496-7
- Vacher, Peter. 2004. Soloists and Sidemen: American Jazz Stories. London: Northway. ISBN 978-0-9537040-4-0
- Yanow, Scott. 2004. Jazz on Film: The Complete Story of the Musicians and Music Onscreen. Backbeat Books. ISBN 0-87930-783-8